# Premierzy Czech
Chronologiczna lista premierów Czech

## Protektorat Czech i Moraw(1939–1945)
| # | Imię i Nazwisko             | Portret                                  | Kadencja         | Kadencja         | Partia polityczna     | Partia polityczna                            | Rząd | Długość urzędowania |
| # | Imię i Nazwisko             | Portret                                  | Od               | Do               | Partia polityczna     | Partia polityczna                            | Rząd | Długość urzędowania |
| - | --------------------------- | ---------------------------------------- | ---------------- | ---------------- | --------------------- | -------------------------------------------- | ---- | ------------------- |
| − | Rudolf Beran (1887–1954)    |                                          | 16 marca 1939    | 27 kwietnia 1939 |                       | Partia Jedności Narodowej (do 23 marca 1939) | •    | 42                  |
| − | Rudolf Beran (1887–1954)    | Narodowe Zjednoczenie (od 23 marca 1939) | 16 marca 1939    | 27 kwietnia 1939 |                       |                                              | •    | 42                  |
| 1 | Alois Eliáš (1890–1942)     |                                          | 27 kwietnia 1939 | 19 stycznia 1942 | Narodowe Zjednoczenie | •                                            | 998  |                     |
| 2 | Jaroslav Krejčí (1892–1956) |                                          | 19 stycznia 1942 | 19 stycznia 1945 | Narodowe Zjednoczenie | •                                            | 1096 |                     |
| 3 | Richard Bienert (1881–1949) |                                          | 19 stycznia 1945 | 5 maja 1945      | Narodowe Zjednoczenie | •                                            | 106  |                     |

## Czeska Republika Socjalistyczna(1969–1990), Republika Czeska (1990-1992)[4]
| # | Imię i Nazwisko             | Portret          | Kadencja             | Kadencja         | Partia polityczna    | Partia polityczna | Rząd         |
| # | Imię i Nazwisko             | Portret          | Od                   | Do               | Partia polityczna    | Partia polityczna | Rząd         |
| - | --------------------------- | ---------------- | -------------------- | ---------------- | -------------------- | ----------------- | ------------ |
| 1 | Stanislav Rázl (1920–1999)  |                  | 8 stycznia 1969      | 29 września 1969 |                      | KSČ               | •            |
| 2 | Josef Kempný (1920–1996)    |                  | 29 września 1969     | 28 stycznia 1970 | •                    | KSČ               |              |
| 3 | Josef Korčák (1921–2008)    |                  | 28 stycznia 1970     | 9 grudnia 1971   | •                    | KSČ               |              |
| 3 | Josef Korčák (1921–2008)    | 9 grudnia 1971   | 4 listopada 1976     | 2                |                      | KSČ               |              |
| 3 | Josef Korčák (1921–2008)    | 4 listopada 1976 | 18 czerwca 1981      | 3                |                      | KSČ               |              |
| 3 | Josef Korčák (1921–2008)    | 18 czerwca 1981  | 18 czerwca 1986      | 4                |                      | KSČ               |              |
| 3 | Josef Korčák (1921–2008)    | 18 czerwca 1986  | 20 marca 1987        | •                |                      | KSČ               |              |
| 4 | Ladislav Adamec (1926–2007) |                  | 20 marca 1987        | •                | 12 października 1988 | KSČ               |              |
| 5 | František Pitra (1932–2018) |                  | 12 października 1988 | •                | 6 lutego 1990        | KSČ               |              |
| 6 | Petr Pithart (ur. 1941)     |                  | 6 lutego 1990        | •                | 29 czerwca 1990      |                   | OF (do 1991) |
| 6 | Petr Pithart (ur. 1941)     | 29 czerwca 1990  | 2 lipca 1992         | •                |                      |                   | OF (do 1991) |
| 6 | Petr Pithart (ur. 1941)     | 29 czerwca 1990  | 2 lipca 1992         | •                | OH (od 1991)         |                   |              |
| 7 | Václav Klaus (ur. 1941)     |                  | 2 lipca 1992         | 31 grudnia 1992  |                      | ODS               | 1            |

## Republika Czeska(od 1993)
| #  | Imię i Nazwisko             | Portret         | Kadencja         | Kadencja         | Partia polityczna | Partia polityczna | Rząd |
| #  | Imię i Nazwisko             | Portret         | Od               | Do               | Partia polityczna | Partia polityczna | Rząd |
| -- | --------------------------- | --------------- | ---------------- | ---------------- | ----------------- | ----------------- | ---- |
| 1  | Václav Klaus (ur. 1941)     |                 | 1 stycznia 1993  | 4 lipca 1996     |                   | ODS               | 1    |
| 1  | Václav Klaus (ur. 1941)     | 4 lipca 1996    | 2 stycznia 1998  | 2                |                   | ODS               |      |
| 2  | Josef Tošovský (ur. 1950)   |                 | 2 stycznia 1998  | 22 lipca 1998    |                   | Bezpartyjny       | •    |
| 3  | Miloš Zeman (ur. 1944)      |                 | 22 lipca 1998    | 15 lipca 2002    |                   | ČSSD              | •    |
| 4  | Vladimír Špidla (ur. 1951)  |                 | 15 lipca 2002    | 4 sierpnia 2004  | •                 | ČSSD              |      |
| 5  | Stanislav Gross (1969–2015) |                 | 4 sierpnia 2004  | 25 kwietnia 2005 | •                 | ČSSD              |      |
| 6  | Jiří Paroubek (ur. 1952)    |                 | 25 kwietnia 2005 | 4 września 2006  | •                 | ČSSD              |      |
| 7  | Mirek Topolánek (ur. 1956)  |                 | 4 września 2006  | 9 stycznia 2007  |                   | ODS               | 1    |
| 7  | Mirek Topolánek (ur. 1956)  | 9 stycznia 2007 | 8 maja 2009      | 2                |                   | ODS               |      |
| 8  | Jan Fischer (ur. 1951)      |                 | 8 maja 2009      | 13 lipca 2010    |                   | Bezpartyjny       | •    |
| 9  | Petr Nečas (ur. 1964)       |                 | 13 lipca 2010    | 10 lipca 2013    |                   | ODS               | •    |
| 10 | Jiří Rusnok (ur. 1960)      |                 | 10 lipca 2013    | 29 stycznia 2014 |                   | Bezpartyjny       | •    |
| 11 | Bohuslav Sobotka (ur. 1971) |                 | 29 stycznia 2014 | 13 grudnia 2017  |                   | ČSSD              | •    |
| 12 | Andrej Babiš (ur. 1954)     |                 | 13 grudnia 2017  | 27 czerwca 2018  |                   | ANO 2011          | 1    |
| 12 | Andrej Babiš (ur. 1954)     | 27 czerwca 2018 | 17 grudnia 2021  | 2                |                   | ANO 2011          |      |
| 13 | Petr Fiala (ur. 1964)       |                 | 17 grudnia 2021  |                  |                   | ODS               | •    |